# 布羅阿灣

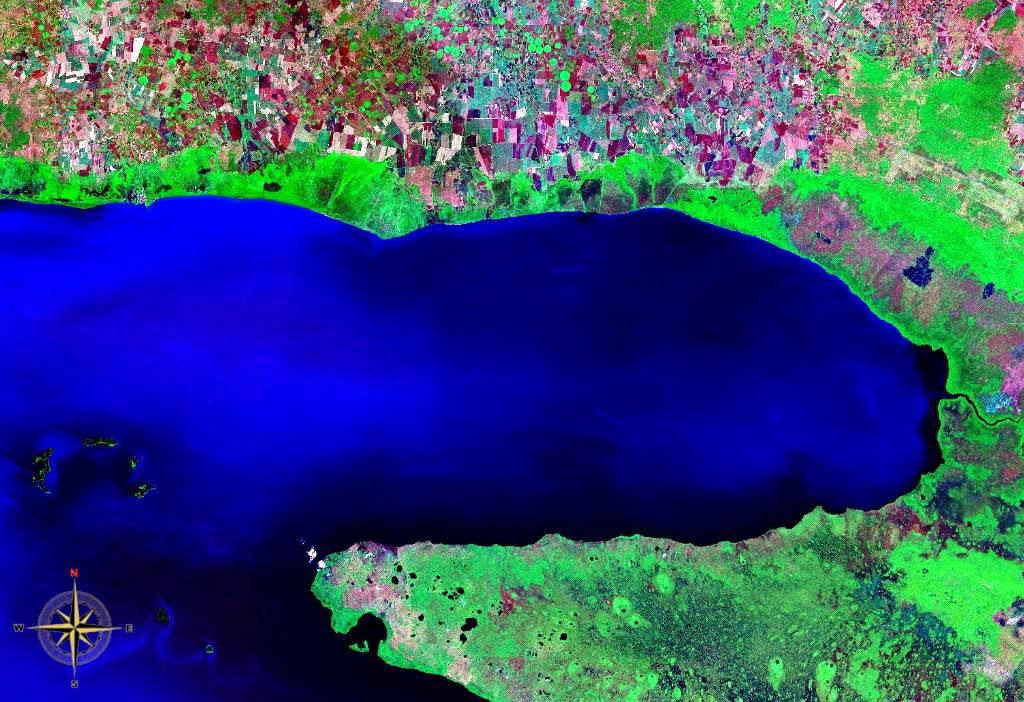

布羅阿灣是古巴的海灣，位於該國南部加勒比海，屬於巴塔瓦諾灣的一部分，由馬坦薩斯省和哈瓦那省負責管轄，東南面是薩帕塔半島。
22°35′N 82°00′W / 22.58°N 82°W